# Ożar
Ożar – kolonia w Polsce położona w województwie zachodniopomorskim, w powiecie myśliborskim, w gminie Barlinek.
| SIMC    | Nazwa  | Rodzaj  |
| ------- | ------ | ------- |
| 0177900 | Lutowo | kolonia |

W latach 1975–1998 miejscowość administracyjnie należała do województwa gorzowskiego.